# 林基就
林 基就（はやし もとつぐ、1975年5月20日 - ）は、日本とイタリアを拠点に活動するソムリエ。

## 略歴
愛知県名古屋市出身。愛知工業大学卒業後、2000年に渡伊。語学学校に通いながら見習いの経験を積み、2004年10月よりソムリエとしてのキャリアをスタートさせる。
その後、イタリア国内の複数の高級レストランにて、チーフソムリエを歴任。2009年にはエスプレッソ誌による『イ・リストランティ・ディタリア2010』版年間最優秀ソムリエ賞に選出される。また2012年、BIBENDA社主催のイタリア国際ワインアワード『オスカー・デル・ヴィーノ2012』において、アジア人としては初となる最優秀ソムリエ賞を受賞。
2015年には農林水産大臣および経済産業大臣から任命を受け、ミラノ万博日本館サポーターに就任。

## 賞歴
- 2009年10月 『イ・リストランティ・ディタリア2010』版年間最優秀ソムリエ賞を受賞。
- 2012年5月 『オスカー・デル・ヴィーノ2012』最優秀ソムリエ賞を受賞。